# 第68回ダヴィッド・ディ・ドナテッロ賞
第68回ダヴィッド・ディ・ドナテッロ賞（だい68かいダヴィッド・ディ・ドナテッロしょう）の授賞式は、2023年5月10日にローマで行われた。
ノミネートは2023年3月30日に発表された。『夜の外側 イタリアを震撼させた55日間』が最多18のノミネートを獲得し、『帰れない山』、『夜の外側 イタリアを震撼させた55日間』、『奇妙なこと』がそれぞれ最多4部門で受賞した。

## 受賞とノミネート一覧
太字が受賞者。

### 作品賞
- 帰れない山 Le otto montagne（監督：フェリックス・ヴァン・フルーニンゲン、シャルロッテ・ファンデルメールシュ）
- 夜の外側 イタリアを震撼させた55日間 Esterno notte[1]（監督：マルコ・ベロッキオ）
- 蟻の王 Il signore delle formiche[2]（監督：ジャンニ・アメリオ）
- 奇妙なこと La stranezza[2]（監督：ロベルト・アンドー）
- ノスタルジア Nostalgia[2]（監督：マリオ・マルトーネ）

### 監督賞
- マルコ・ベロッキオ（『夜の外側 イタリアを震撼させた55日間』）
- ジャンニ・アメリオ（『蟻の王』）
- ロベルト・アンドー（『奇妙なこと』）
- フェリックス・ヴァン・フルーニンゲン、シャルロッテ・ファンデルメールシュ（『帰れない山』）
- マリオ・マルトーネ（『ノスタルジア』）

### 新人監督賞
- ジュリア・スタイガーウォルト（『Settembre』）
- カロリーナ・カヴァッリ（『Amanda』）
- ジャスミン・トリンカ（『Marcel!』）
- ニッコロ・ファルセッティ（『Margini』）
- ヴィンチェンツォ・ピッロッタ（『Spaccaossa』）

### オリジナル脚本賞
- ロベルト・アンドー、ウーゴ・キーティ、マッシモ・ガウディオーゾ（『奇妙なこと』）
- ジャンニ・ディ・グレゴリオ、マルコ・ペッテネッロ （『Astolfo』）
- スザンナ・ニッキアレッリ（『キアラ』[2]）
- マルコ・ベロッキオ、ステファノ・ビセス、ルドヴィーカ・ランポルディ、ダヴィデ・セリーノ（『夜の外側 イタリアを震撼させた55日間』）
- ジャンニ・アメリオ、エドアルド・ペッティ、フェデリーコ・ファーヴァ（『蟻の王』）
- エマヌエーレ・クリアレーゼ、フランチェスカ・マニエーリ、ヴィットリオ・モローニ（『無限の広がり』[2]）

### 脚色賞
- フェリックス・ヴァン・フルーニンゲン、シャルロッテ・ファンデルメールシュ（『帰れない山』）
- サルヴァトーレ・メレウ（『Bentu』）
- マッシモ・ガウディオーゾ、キム・ロッシ・スチュアート（『Brado』）
- フランチェスカ・アルキブージ、ラウラ・パオルッチ、フランチェスコ・ピッコロ（『はちどり』[2]）
- マリオ・マルトーネ、イッポリタ・ディ・マヨ（『ノスタルジア』）

### プロデューサー賞
- アルベルト・バルバガッロ（Bibi Film）アッティリオ・デ・ラッツァ（Tramp Limited）、Medusa Film、Rai Cinema（『奇妙なこと』）
- ロレンツォ・ミエーリ（The Apartment）、シモーネ・ガットーニ（Kavac Film）（『夜の外側 イタリアを震撼させた55日間』）
- Wildside、Rufus、Menuetto、Pyramide Productions、Vision Distribution、Elastic、Canal+ 、Cine+、Sky（『帰れない山』）
- Medusa Film、マリア・カロリーナ・テルツィ、ルッチアーノ＆カルロ・ステッラ（Mad Entertainment）、ロベルト・セッサ（Picomedia）、アンジェロ・ラウディーザ（Rosebud Entertainment Pictures）（『ノスタルジア』）
- カルラ・アルティエーリおよびロベルト・デ・パオリス（Young Films）、ニコラ・ジュリアーノおよびフランチェスカ・チーマおよびカルロッタ・カローリおよびヴィオラ・プレスティエーリ（Indigo Film）、Rai Cinema（『Princess』）

### 主演女優賞
- バルバラ・ロンキ（『Settembre』）
- ベネデッタ・ポルカローリ（『Amanda』）
- マルゲリータ・ブイ（『夜の外側 イタリアを震撼させた55日間』）
- ペネロペ・クルス（『無限の広がり』）
- クラウディア・パンドルフィ（『乾いたローマ』）

### 主演男優賞
- ファブリツィオ・ジフーニ（『夜の外側 イタリアを震撼させた55日間』）
- ルイジ・ロ・カーショ（『蟻の王』）
- フィカッラ＆ピコーネ（『奇妙なこと』）
- アレッサンドロ・ボルギ（『帰れない山』）
- ルカ・マリネッリ（『帰れない山』）

### 助演女優賞
- エマヌエーラ・ファネッリ（『乾いたローマ』[2]）
- ジョヴァンナ・メッツォジョルノ（『Amanda』）
- ダニエーラ・マッラ（『夜の外側 イタリアを震撼させた55日間』）
- ジュリア・アンドー（『奇妙なこと』）
- アウロラ・クアットロッキ（『ノスタルジア』）

### 助演男優賞
- フランチェスコ・ディ・レーヴァ（『ノスタルジア』）
- ファウスト・ルッソ・アレージ（『夜の外側 イタリアを震撼させた55日間』）
- トニ・セルヴィッロ（『夜の外側 イタリアを震撼させた55日間』）
- エリオ・ジェルマーノ（『蟻の王』）
- フィリッポ・ティーミ（『帰れない山』）

### 撮影賞
- ルーベン・インペンス（『帰れない山』）
- フランチェスコ・ディ・ジャコモ（『夜の外側 イタリアを震撼させた55日間』）
- ジャンニ・マンモロッティ（『I racconti della domenica - La storia di un uomo perbene』）
- マウリツィオ・カルヴェージ（『奇妙なこと』）
- パオロ・カルネラ（『ノスタルジア』）

### 作曲賞
- ステファノ・ボッラーニ（『Il pataffio』）
- ファビオ・マッシモ・カポグロッソ（『夜の外側 イタリアを震撼させた55日間』）
- ミケーレ・ブラガ、エマヌエーレ・ボッシ（『奇妙なこと』）
- ダニエル・ノーグレン（『帰れない山』）
- フランコ・ピエルサンティ（『乾いたローマ』）

### オリジナル歌曲賞
- Proiettili (ti mangio il cuore)（作曲：ジョアン・ティーレ、エリサ、エマヌエーレ・トリーリャ、作詞・歌：Elodie、ジョアン・ティーレ)（『Ti mangio il cuore』）
- Se mi vuoi（作詞作曲・歌：Diodato）（『Diabolik - Ginko all'attacco!』）
- Caro amore lontanissimo（作曲：セルジオ・エンドリーゴ、作詞：リッカルド・シニガリア、歌：マルコ・メンゴーニ）（『はちどり』）
- Culi culagni（作曲：ステファノ・ボッラーニ、作詞：ルイジ・マレルバ、ステファノ・ボッラーニ、歌：ステファノ・ボッラーニ）（『Il pataffio』）
- La palude（作詞作曲：ニッコロ・ファルセッティ、ジャコモ・ピエーリ、アレッシオ・リッチョッティ、フランチェスコ・トゥルバンティ、歌：フランチェスコ・トゥルバンティ、エマヌエーレ・リンファッティ、マッテオ・クレアティーニ）（『Margini』）

### 美術賞
- ジャーダ・カラブリア、ロレダーナ・ラッフィ（『奇妙なこと』）
- アンドレア・カストリーナ、マルコ・マルトゥッチ、ラウラ・カザリーニ（『夜の外側 イタリアを震撼させた55日間』）
- マルタ・マッフッチ、カロリーナ・フェッラーラ（『蟻の王』）
- トニーノ・ゼーラ、マリア・グラツィア・スキリッパ、マルコ・バニョーリ（『L'ombra di Caravaggio』）
- マッシミリアーノ・ノチェンテ、マルチェッラ・ガレオーネ（『帰れない山』）

### 衣装デザイン賞
- マリア・リータ・バルベラ（『奇妙なこと』）
- マッシモ・カンティーニ・パッリーニ（『キアラ』）
- ダリア・カルヴェッリ（『夜の外側 イタリアを震撼させた55日間』）
- ヴァレンティーナ・モンティチェッリ（『蟻の王』）
- カルロ・ポッジョーリ（『L'ombra di Caravaggio』）

### メイクアップ賞
- エンリコ・イアコポーニ（『夜の外側 イタリアを震撼させた55日間』）
- フェデリーコ・ラウレンティ、ロレンツォ・タンブリーニ（『Dante』）
- パオラ・ガッタブルージ、ロレンツォ・タンブリーニ（『はちどり』）
- エスメ・シャローニ（『蟻の王』）
- ルイジ・ロッケッティ（『L'ombra di Caravaggio』）

### ヘアスタイリスト賞
- デジレ・コッリドーニ（『L'ombra di Caravaggio』）
- アルベルタ・ジュリアーニ（『夜の外側 イタリアを震撼させた55日間』）
- サマンタ・ムーラ（『蟻の王』）
- ダニエーラ・タルタリ（『無限の広がり』）
- ルディ・シファーリ（『奇妙なこと』）

### 編集賞
- フランチェスカ・カルヴェッリ、クラウディオ・ミザントーニ（『夜の外側 イタリアを震撼させた55日間』）
- シモーナ・パッジ（『蟻の王』）
- エスメラルダ・カラブリア（『奇妙なこと』）
- ニコ・ルーネン（『帰れない山』）
- ヤコポ・クアドリ（『ノスタルジア』）

### 音響賞
- アレッサンドロ・パルメリーニ（録音）、アレッサンドロ・フェレッティ（ポストプロダクション）、マルコ・ファッローニ（ミックス）（『帰れない山』）
- ガエターノ・カリート（録音）、リリオ・ロザート（ポストプロダクション）、ナディア・パオーネ（ミックス）（『夜の外側 イタリアを震撼させた55日間』）
- エマヌエーレ・チッコーニ（録音）、ミンモ・グラナータ（ポストプロダクション）、アルベルト・ベルナルディ（ミックス）（『蟻の王』）
- カルロ・ミッシデンティ（録音）、マルタ・ビリングズリー（ポストプロダクション）、ジャンニ・パッロット（ミックス）（『奇妙なこと』）
- エマヌエーレ・チェチェーレ（録音）、シルヴィア・モラエス（ポストプロダクション）、ジャンカルロ・ルティリャーノ（ミックス）（『ノスタルジア』）

### 特殊視覚効果賞
- マルコ・ジェラチターノ（『乾いたローマ』）
- アレッシオ・ベルトッティ、フィリッポ・ロビーノ（『Dampyr』）
- シモーネ・シルヴェストリ、ヴィート・ピッキネンナ（『Diabolik - Ginko all'attacco!』）
- マッシモ・チポッリーナ（『夜の外側 イタリアを震撼させた55日間』）
- ロドルフォ・ミリャーリ（『帰れない山』）

### ドキュメンタリー賞（チェチリア・マンジーニ賞）
- Il cerchio（監督：ソフィー・キアレッロ）
- 旅するローマ教皇 In viaggio[2]（監督：ジャンフランコ・ロージ）
- Kill me if you can（監督：アレックス・インファシェッリ）
- La timidezza delle chiome（監督：ヴァレンティーナ・ベルターニ）
- Svegliami a mezzanotte（監督：フランチェスコ・パティエルノ）

### 短編映画賞
- Le variabili dipendenti（監督：ロレンツォ・タルデッラ）
- Albertine Where Are You?（監督：マリア・グイドーネ）
- Ambasciatori（監督：フランチェスコ・ロマーノ）
- Il barbiere complottista（監督：ヴァレリオ・フェッラーラ）
- Lo chiamavano Cargo（監督：マルコ・シニョレッティ）

### 外国映画賞
- フェイブルマンズ（監督：スティーヴン・スピルバーグ）
- ボーンズ アンド オール（監督：ルカ・グアダニーノ）
- エルヴィス（監督：バズ・ラーマン）
- リコリス・ピザ（監督：ポール・トーマス・アンダーソン）
- 逆転のトライアングル（監督：ルーベン・オストルンド）

### ヤング・ダヴィッド賞
- L'ombra di Caravaggio（監督：ミケーレ・プラチド）
- あなたのもとに走る Corro da te（監督：リッカルド・ミラーニ）
- はちどり Il colibrì（監督：フランチェスカ・アルキブージ）
- 奇妙なこと La stranezza（監督：ロベルト・アンドー）
- 帰れない山 Le otto montagne（監督：フェリックス・ヴァン・フルーニンゲン、シャルロッテ・ファンデルメールシュ）

### 観客賞
- Il grande giorno（監督：マッシモ・ヴェニエ）